# Родоч
Родоч је насељено мјесто града Мостара, Федерација Босне и Херцеговине, БиХ.
Родоч је мостарско предграђе. Налази се око 5 км јужно од центра Мостара и око 3 км јужно од Старог моста. У ранијој административној подели града припадало је мостарској општини Југозапад. У Родочу је још 1921. отворена Друга пилотска школа за обуку војних пилота Војске Краљевине Југославије, која је постојала до 1939. Године 1961. отворена је Ваздухопловна гимназија „Маршал Тито“, а касније и Војни хелиодром. Оно по чему је Родоч био познат у целој Европи и свету је Ваздухопловна индустрија Соко Мостар.
Данас се у Родочу налази Факултет за физичко васпитање Универзитета у Мостару, затим Мостарски сајам који се одржава сваког пролећа са међународним учешћем. У Родочу се налази више фабрика, предузећа, пословних објеката тако да је постао привредна и пословна жила куцавици града Мостара и западне Херцеговине.

## Становништво
| Националност       | 2013.          | 1991.          | 1981.          | 1971.          |
| Хрвати             | 2.898 (89,98%) | 2.735 (60,79%) | 2.237 (52,93%) | 1.823 (53,19%) |
| Муслимани          | 252 (7,74%)    | 874 (19,42%)   | 706 (16,70%)   | 847 (24,71%)   |
| Срби               | 35 (1,07%)     | 433 (9,62%)    | 446 (10,55%)   | 643 (18,76%)   |
| Југословени        | —              | 378 (8,40%)    | 711 (16,82%)   | 23 (0,67%)     |
| остали и непознато | 72 (2,21%)     | 79 (1,75%)     | 126 (2,98%)    | 91 (2,65%)     |
| Укупно             | 3.257          | 4.499          | 4.226          | 3.427          |